# Canale di Potidea

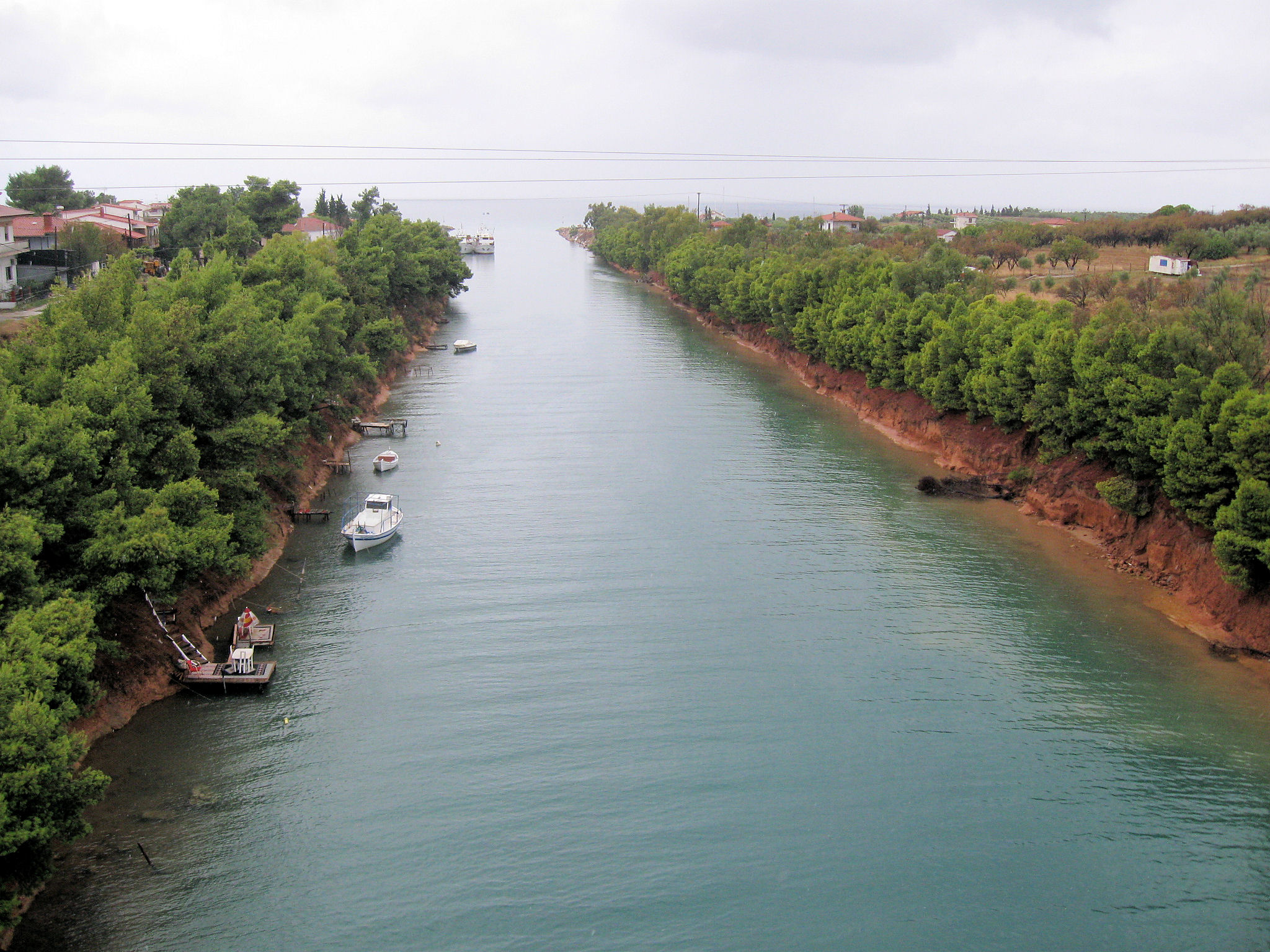
Il canale visto da Est

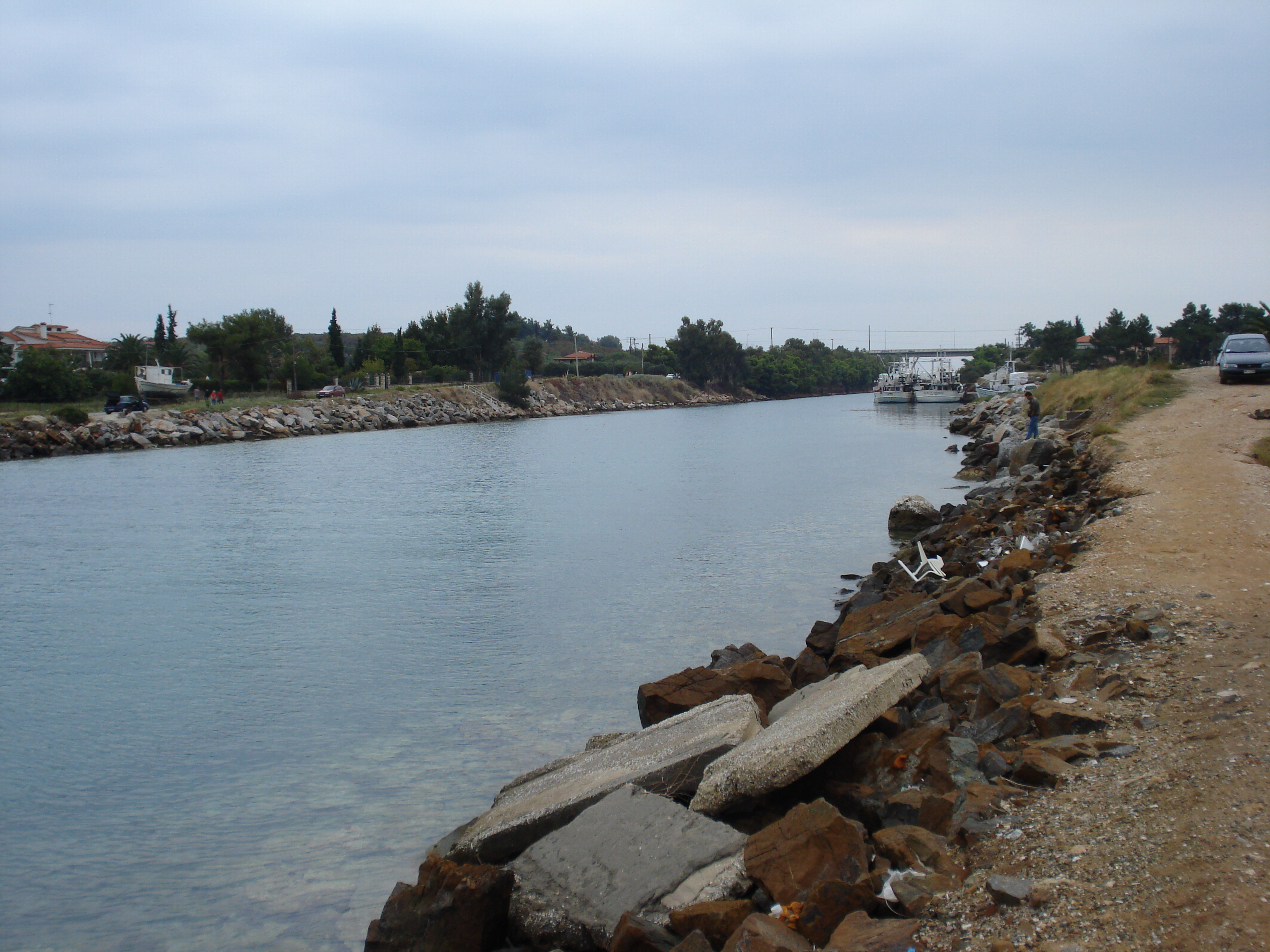
Vista del canale di Potidea

Il canale di Potidea (in greco Διώρυγα της Ποτίδαιας?, Diòryga tis Potìdeas) è un canale artificiale navigabile che, fin dall'antichità, taglia l'istmo di Pallene (oggi Kassandra), la propaggine più occidentale della penisola Calcidica, in Macedonia Centrale.
Il canale incide l'istmo della penisola di Kassandra nel suo punto di massimo restringimento, appena a nord del villaggio di Potidea. Partendo a ovest dal Golfo Termaico, corre verso est fino al golfo di Toroni, separando in questo modo il "dito" di Kassandra dal "palmo" della penisola Calcidica, permettendo così di evitarne la circumnavigazione.

## Dimensioni

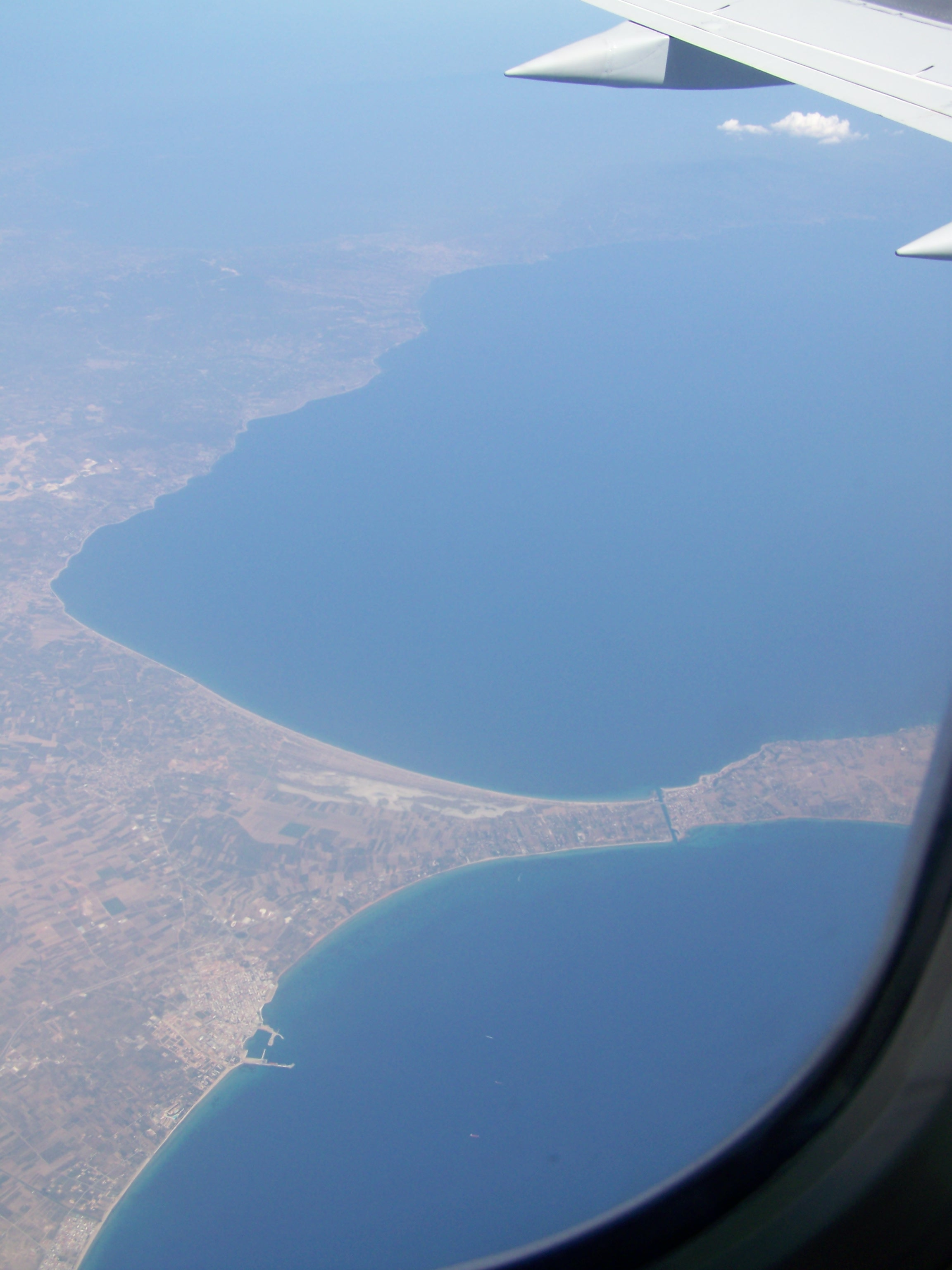
Veduta aerea dell'istmo di Kassandra e del taglio del canale, durante un volo da Berlino ad Atene

La lunghezza del canale, a seconda delle fonti, viene indicata in circa 1.100-1.250 m, con una larghezza media in superficie di 40 metri. L'imbocco occidentale del canale è nel punto geografico di coordinate 40°11′47″N 23°19′18″E, mentre l'ingresso orientale è nella posizione individuata dalle coordinate 40°11′47″N 23°19′18″E. 
Di fronte all'imbocco ovest del canale, già a breve distanza dalla linea di costa, la profondità del fondo marino raggiunge i 35 m. Nei pressi dell'ingresso orientale, invece, il fondale è più basso, mantenendosi al di sotto di 5 metri per circa 2–3 km al largo della costa, per poi scendere a profondità di 38 metri e oltre.
La profondità media del canale è di 4,5 m, con oscillazioni nell'intervallo 3,5-5,5 metri, ma la profondità minima è scesa anche fino a 2,8 m nel 1975.
Il livello delle acque nel canale subisce escursioni di circa 25 cm, dovute all'effetto delle forze di marea. All'interno del suo letto si osserva anche la presenza di un flusso idrico, generato all'azione combinata del vento e delle maree, che generano un trasporto di acque verso ovest (nel golfo di Salonicco), o verso est (nel golfo di Toroni). La portata di questo flusso varia dai 18 ai 35 metri cubi al secondo. 

## Storia

### Antichità
La storia del canale non è stata completamente chiarita. Esisteva sicuramente nel I secolo d.C., quando viene citato da Strabone nella sua Geografia. Ma nel V secolo a.C., Erodoto, che pure si diffonde sul canale di Serse, non fa alcuna menzione di quest'opera nel logos in cui descrive l'assedio portato a Potidea dall'esercito persiano di Artabazo, nel 480-479 a.C., durante le guerre persiane. 
Nemmeno Tucidide ne fa cenno, quando, nella sua Guerra del Peloponneso, si sofferma sull'assedio di Potidea condotto dagli ateniesi nel 432-430 a.C.
Si ritiene quindi che la realizzazione del canale possa essere avvenuta successivamente, forse nel 315 a.C., in coincidenza con la rifondazione urbana di Potidea a opera del re macedone Cassandro. Tuttavia, non esiste comunque alcuna fonte che ne confermi l'esistenza a partire dalla fine del IV secolo a.C. e fino alla testimonianza di Strabone (I secolo d.C.).

### Medioevo ed età moderna
Nel 1407, fu l'imperatore bizantino Manuele II Paleologo a occuparsi della manutenzione del canale, con l'esecuzione di nuovi scavi e la contemporanea edificazione di fortificazioni sulla sponda sud. 
Nel 1423, Andronico Paleologo, despota di Tessalonica, dovendo subire la pressione militare ottomana, preferì cedere Salonicco ai veneziani e fu così che anche Cassandra e il suo canale transitarono nelle mani della Serenissima.
Ma il dominio veneziano fu brevissimo: pochi anni dopo, nel 1430, nonostante la sicurezza militare del canale, esso fu inglobato nell'Impero ottomano assieme a Salonicco e a tutta la penisola di Cassandra. 
Durante l'occupazione ottomana, fino all'età contemporanea, non si dispongono di informazioni precise sulle condizioni del canale e sul suo utilizzo.

### Età contemporanea

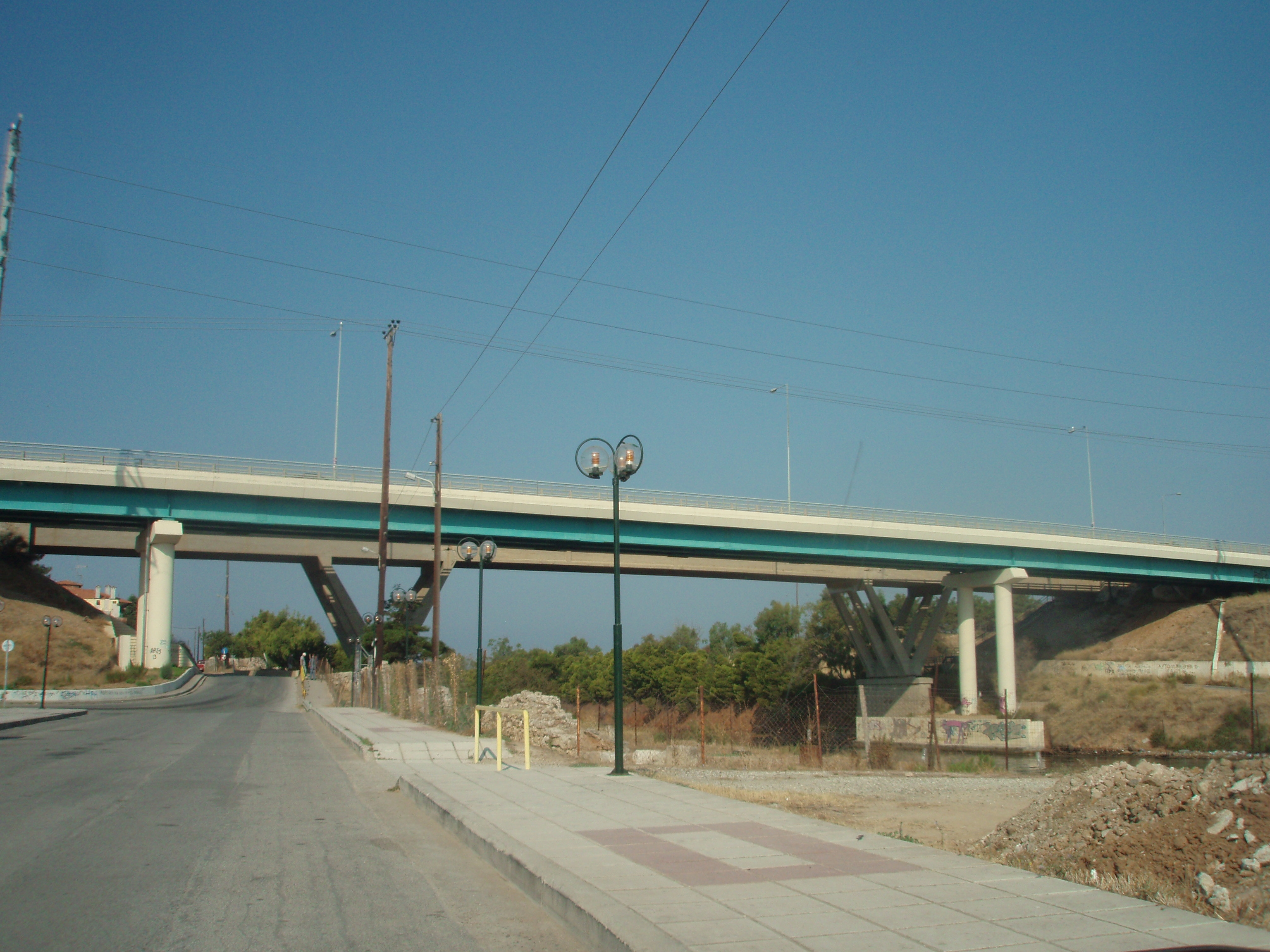
Il Canale di Potidea (visibile a destra), scavalcato dai due ponti nei pressi dell'imbocco orientale

#### XIX secolo: guerra di indipendenza greca
Il canale ebbe un ruolo militare nel contesto della guerra d'indipendenza greca (1821-1829), quando fu nuovamente scavato nel 1821, con la contemporanea ricostruzione delle fortificazioni di epoca bizantina sulla sponda meridionale. 
A differenza di quanto avvenne in Grecia meridionale e nel Peloponneso, i ribelli greci non riuscirono ad avere in Calcidica alcun successo militare duraturo. Già nel corso del 1821, dopo aver contrastato con successo gli attacchi dell'esercito ottomano, i ribelli greci si ritirarono sulla penisola di Kassandra a sud del canale, sulla cui sponda correvano le mura di fortificazione. 
L'esercito ottomano riuscì poi a livellare il canale con l'aiuto di balle di lana, e superò l'ostacolo in direzione sud per prendere le mura fortificate di Potidea e sconfiggere gli insorti.

#### XX e XXI secolo
Durante la prima guerra balcanica, il canale di Potidea non fu teatro di alcuno scontro bellico.
Nel 1930 il canale è stato nuovamente scavato, ma, contrariamente al precedente corso, che descriveva un arco da nord-ovest a est, lo scavo e le riparazioni sono state effettuate in linea retta da ovest (golfo di Salonicco) a est (Golfo di Toroni). 
Fino al 1970, la penisola di Cassandra era accessibile solo con traghetto; l'uso di questo mezzo è divenuto obsoleto dopo la realizzazione del ponte sulla strada Moudania - Kallithea. 
Dall'inizio del XXI secolo, il canale di Potidea è scavalcato anche da un secondo ponte stradale, che corre in parallelo e a breve distanza dal precedente. Entrambi i ponti sono ora utilizzati come carreggiate separate della superstrada a quattro corsie che unisce Kallithea a Nea Moudania. Sono questi due gli unici punti obbligati in cui è possibile valicarlo.

## Utilizzo nautico
Nell'antichità il canale è stato di grande aiuto nel trasporto marittimo di merci, agevolando le navi vincolate alla navigazione costiera, con un transito più rapido e meno rischioso. 
Il 'taglio' dell'istmo consentiva, ad esempio, alle navi che facevano rotta tra Costantinopoli e Salonicco, di risparmiare il periplo di Cassandra.
Nel Medioevo, e ancor più in epoca moderna, l'importanza nautica del canale è andata sempre più scemando, per l'incremento della navigazione d'altura; l'introduzione della navigazione a motore, in particolare, ha ridotto il vantaggio in termini di tempi di navigazione. 
Oggi il canale di Potidea è utile soprattutto ai pescatori locali e regionali, che vi trovano un breve e comodo percorso per raggiungere il Golfo Termaico con le loro imbarcazioni di tipo caicco. 
A causa delle sue dimensioni, in larghezza e profondità, l'utilizzabilità del canale è comunque limitata ai pescherecci di piccola stazza.